# Númio Secundo
Númio Secundo (em latim: Nummius Secundus) foi um romano de meados do século IV. Era filho de Marco Númio Albino Tritúrrio, cônsul em 345. Segundo uma inscrição (13 VI 17.18 = D 1238), era homem claríssimo.